# Кіров Сергій Миронович
Кі́ров Сергі́й Миро́нович (справжнє прізвище — Костриков; нар. 15 (27) березня 1886, Уржум, Вятська губернія, Російська імперія — вбитий 1 грудня 1934, Ленінград, Російська РФСР, СРСР)  — російський радянський державний і політичний діяч, 1-й секретар Ленінградського міського комітету ВКП(б). Організатор масових репресій. Кандидат у члени ЦК ВКП(б) у 1921—1923 роках. Член ЦК ВКП(б) у 1923—1934 роках. Кандидат у члени Політичного бюро ЦК ВКП(б) з 23 липня 1926 по 26 червня 1930 року. Член Політичного бюро ЦК ВКП(б) з 13 липня 1930 по 1 грудня 1934 року. Член Організаційного бюро та секретар ЦК ВКП(б) з 10 лютого по 1 грудня 1934 року.

## Життєпис
Народився в місті Уржум Вятської губернії (нині Кіровська область) 27 березня (15 за старим стилем) 1886 року в міщанській родині. Четверо перших дітей померли в дитинстві, згодом народилися Анна, Сергій і Ліза. В 1894 році у Кірова померла мати, а батько покинув сім'ю. Виховувався в будинку сиріт із незабезпечених родин в Уржумі.
Закінчив Уржумське парафіяльне, а згодом — міське училище. У серпні 1901 року їде у Казань, де вступає до нижчого механіко-технічного промислового училища, яке закінчив у травні 1904 року, здобувши нагороду першого ступеня. Того ж року почав працювати креслярем у міській управі Томська і навчався на підготовчих курсах Томського технологічного інституту.
У Томську в листопаді 1904 року вступив до РСДРП. Його партійне псевдо — «Серж» (Сєрж). В 1905 році уперше брав участь в демонстрації і був заарештований поліцією. Після виходу з тюрми очолив бойові дружини. У липні 1905 року Томська міська партійна конференція вибирає Кострикова членом томського РСДРП. В липні 1906 року був заарештований і ув'язнений в томській фортеці (тюрмі) на півтора року.
1909 року переїжджає у Владикавказ, де стає провідним співробітником північнокавказької кадетської газети «Терек», друкується під псевдонімом Сергій Миронов (рос. Сергей Миронов), бере участь в аматорських спектаклях, захоплюється альпінізмом. Тут же знайомиться з Марією Львівною Маркус, яка згодом стає його дружиною.
У Владикавказі його арештовують, відправляють на етап в Томськ, де 16 березня 1912 року над ним проводиться суд і виноситься виправдувальний вирок. Костриков повертається до Владикавказа.

Пам'ятник у Кропивницькому (тоді Кіровоград), установлений 1937 року.
Демонтований 23.02.2014 р.
Світлина 1948 року (скульптор М. Г. Манізер)

Його псевдонім Кіров походить від «кір» — знайденого в календарі. У квітні 1912 року в газеті «Терек» з'являється стаття «Поперек дороги», підписана «С. Кіров».
Згідно з офіційною версією більшовицьких істориків, політичні погляди Кірова до 1917 року були ясні і зрозумілі — він був прихильником марксизму-ленінізму. Проте дослідження останніх років спростували такі твердження — Костриков довго не міг вибрати «політичної платформи», співчував меншовикам, котрі підтримували Тимчасовий уряд і лише після жовтневого перевороту 1917 року, він перейшов на сторону більшовиків. Почалася його стрімка партійна кар'єра.
Навесні 1918 року був вибраний членом Терської обласної ради, а в липні бере участь у 5-му Всеросійському з'їзді рад по гостьовому квитку, а в листопаді Кіров уже повноправний делегат Шостого Всеросійського з'їзду рад.
З 25 лютого по 25 квітня 1919 року — голова тимчасового Астраханського губернського революційного комітету, бере участь у придушенні антибільшовицького опору в Астрахані.
З квітня 1919 року — начальник Політичного відділу 11-ї окремої армії РСЧА. 7 травня — 25 червня 1919 року — член Революційної військової ради (РВР) 11-ї окремої армії РСЧА. 7 липня — 14 серпня 1919 року — член РВР Астраханської групи військ РСЧА. 10 вересня — 30 грудня 1919 року — член Революційної військової ради (РВР) 11-ї армії РСЧА Південного (Південно-Східного) фронту.
З грудня 1919 року — член Кавказького революційного комітету, член та заступник голови Бюро із відновлення радянської влади на Північному Кавказі. У 1920 році у складі 11-ї Червоної армії вступає в Баку. 29 травня — серпень 1920 року — повноважний представник РРФСР у Грузії.
З вересня по жовтень 1920 року — член делегації НКЗС РРФСР для ведення мирних переговорів з Польщею, бере участь в укладенні мирного договору з Польщею у Ризі.
У жовтні 1920 — лютому 1922 року — член Кавказького бюро ЦК РКП(б).
У липні 1921 — січні 1926 року — 1-й секретар ЦК КП(б) Азербайджану.

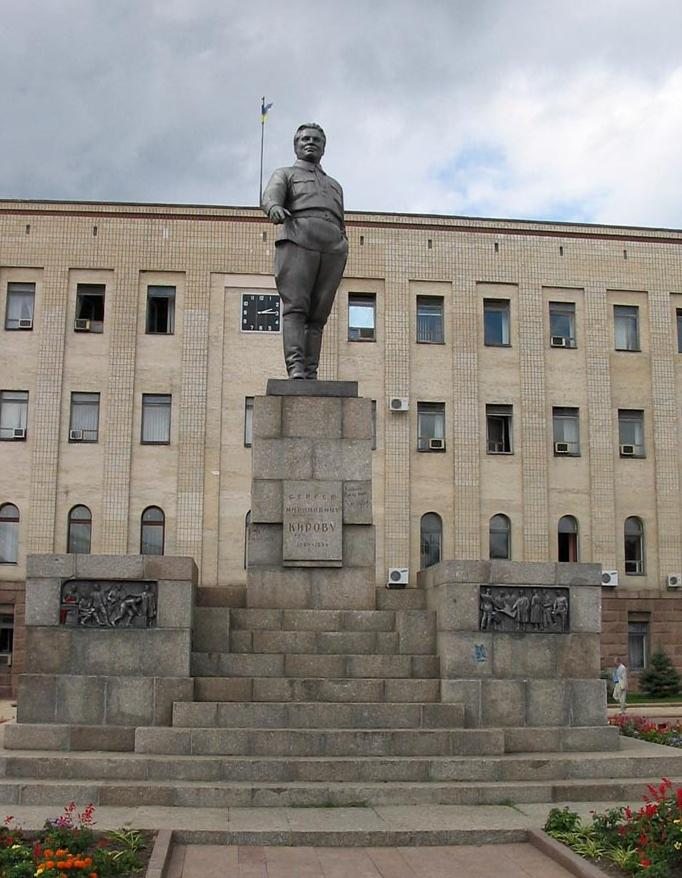
Пам'ятник в м. Кропивницькому (тоді Кіровограді). Фото 2007 року.

У складі групи ЦК ВКП(б) направлений в Ленінград для ідеологічної боротьби з зинов'ївською опозицією.
8 січня 1926 — 20 жовтня 1927 року — відповідальний секретар Ленінградського губернського комітету ВКП(б). 8 січня 1926 — листопад 1927 року — 1-й секретар Північно-Західного бюро ЦК ВКП(б) у Ленінграді.
21 листопада 1927 — 1 грудня 1934 року — відповідальний секретар Ленінградського обласного комітету ВКП(б).
Одночасно, 10 лютого — 1 грудня 1934 року — секретар ЦК ВКП(б).

### Убивство
Увечері 1 грудня 1934 року в Смольному, де розташовувалися Ленінградський міськом та обком ВКП (б), Сергія Кірова пострілом в потилицю вбив Леонід Ніколаєв.
28 і 29 грудня 1934 року в Ленінграді Виїзна Сесія Військової Колегії Верховного Суду СРСР під головуванням В. Ульріха признала винними у вбивстві 14 осіб і засудила їх до розстрілу з конфіскацією належного їм майна.

Виїзна сесія військової колегії Верховного суду СРСР встановила, що обвинувачені у цій справі, будучи учасниками підпільної контрреволюційної терористичної групи, за прямим завданням і під безпосереднім керівництвом терористичного «Ленінградського центру», підготували і здійснили 1 грудня 1934 р. в м. Ленінграді, в будівлі Смольного вбивство товариша Сергія Мироновича Кірова.
Виїзна сесія військової колегії Верховного суду СРСР визнала всіх обвинувачених в числі 14 осіб винними у вчиненні злочину, передбаченого ст.ст. 588−5811 Кримінального Кодексу РРФСР, і, керуючись постановою Центрального Виконавчого Комітету Союзу РСР від 1 грудня 1934 р., — засудила:

| 1) Ніколаєва Леоніда Васильовича, 2) Котолінова Івана Івановича, 3) Шатського Миколи Миколайовича, 4) Рум'янцева Володимира Васильовича, 5) Мандельштама Сергія Йосиповича, 6) М'ясникова Миколи Петровича, 7) Левіна Володимира Соломоновича, | 8) Сосицького Льва Ілліча, 9) Соколова Георгія Васильовича, 10) Юскіна Гната Григоровича, 11) Звєздова Василя Івановича, 12) Антонова Миколу Семеновича, 13) Ханик Льва Йосиповича, 14) Толмазова Андрія Ілліча — |
 — до вищої міри покарання — розстрілу, з конфіскацією належного їм майна.

Вирок приведений у виконання.

(ТАРС)

## Нагороди
- Орден Леніна (31.03.1931)
- Орден Червоного Прапора (20.02.1928)

## Назви вулиць та населених пунктів
В Одесі одна з вулиць у період з 28 грудня 1934 року по 20 березня 1995 року мала ім'я Кірова, поки їй не була повернута історична назва «Базарна».
Позаяк постать Кірова підлягає декомунізації, райони, населені пункти, вулиці, проспекти та площі в Україні, названі на його честь були перейменовані.